# Parascelus typhoides
Parascelus typhoides är en kräftdjursart som beskrevs av Claus 1879. Parascelus typhoides ingår i släktet Parascelus och familjen Parascelidae. Inga underarter finns listade i Catalogue of Life.